# El misterio de Sittaford
El misterio de Sittaford (título original en inglés: The Sittaford Mystery) es una novela de ficción detectivesca de la escritora británica Agatha Christie. Fue publicada por primera vez en Estados Unidos en 1931 bajó el título de The Murder at Hazelmoo por la editorial Dodd, Mead and Company, y en el Reino Unido por la editorial Collins Crime Club el 7 de septiembre del mismo año bajo el título original de la autora.

## Argumento
Sittaford House es una mansión localizada en una pequeña ciudadela de la campiña inglesa. Su dueño, Joseph Trevelyan, la alquila durante el invierno a las señoras Willet, madre e hija, y él se muda a la ciudad más próxima.
Alrededor de la mansión existen seis casas menores, construidas y vendidas o alquiladas por Trevelyan. Las nuevas moradoras de la mansión quieren establecer buenas relaciones con los vecinos y los invitan frecuentemente para tomar té y jugar en las frías tardes del invierno inglés.
Una tarde deciden jugar ouija para así comunicarse con los espíritus y reciben un mensaje: "el Sr. Trevelyan fue asesinado justo en aquel instante". Su mejor amigo, que vive en una de las casas y que participaba del juego, se precipita a la ciudad en medio de una nevada y a su regreso confirma que su mejor amigo ha muerto.
Un sobrino de Trevelyan es acusado de asesinarlo, mientras su novia, Emily Trefusis, junto a un periodista, Charles Enderby, no se dan por vencidos. Van a la ciudadela de Sittaford a investigar la situación para probar la inocencia de su amado.